# Phyllostegia kaalaensis
Phyllostegia kaalaensis là một loài thực vật có hoa thuộc họ bạc hà, Lamiaceae, là loài đặc hữu của hòn đảo Oʻahu của Hawaiʻi. Loài này có ở các khu rừng nhiệt đới ẩm thấp hỗn hợp của Hawaii trên sườn dãy núi Waiʻanae ở độ cao 374–796 mét (1.227–2.612 ft). Chúng hiện đang bị đe dọa vì mất môi trường sống.